# Krasnogorski (distrito)
O distrito de Krasnogorski (em russo:  Красного́рский райо́н, transl. Krasnogórski raión) é um distrito da Rússia. um dos trinta e seis no Oblast de Moscou, Rússia. Ele está localizado no centro do oblast. A área do distrito é de 224,99 quilômetros quadrados (86,87 sq mi).  Seu centro administrativo é a cidade de Krasnogorsk. População: 179 872 (Censo 2010); 149 679 (Censo 2002); 51 823 (Censo 1989). A população de Krasnogorsk representa 65,0% da população total do distrito. 